# Гаплогруппа Y2 (мтДНК)
Гаплогруппа Y2 — в популяционной генетике — гаплогруппа митохондриальной ДНК человека.

## Субклады
- Y2a
  - Y2a1
- Y2b
- Y2c

## Распространение
Юго-Восточная Азия
- Суматра – 6,7%, Филиппины – 4,7%, Ява – 2,0%, Борнео – 1,9%, Сулавеси – 1,7%, аборигены Тайваня – 1,4%, Нуса-Тенггара (австронезийцы) – 0,7%.[1]

## Публикации
- Tabbada, K. A., Trejaut, J., Loo, J. H., Chen, Y. M., Lin, M., Mirazón-Lahr, M., Kivisild, T., & De Ungria, M. C. (January 2010). Philippine Mitochondrial DNA Diversity: A Populated Viaduct between Taiwan and Indonesia?. Molecular Biology and Evolution. 27 (1): 21–31. doi:10.1093/molbev/msp215. PMID 19755666.{{cite journal}}:  Википедия:Обслуживание CS1 (множественные имена: authors list) (ссылка)